# Station Jena West
Station Jena West is een spoorwegstation in de Duitse plaats Jena. Het station werd in 1876 geopend. 